# Legend of Mana
 (octobre 2022).
Si vous disposez d'ouvrages ou d'articles de référence ou si vous connaissez des sites web de qualité traitant du thème abordé ici, merci de compléter l'article en donnant les références utiles à sa vérifiabilité et en les liant à la section « Notes et références ».
Legend of Mana (聖剣伝説 LEGEND OF MANA, Seiken Densetsu: Legend of Mana) est un jeu vidéo de type action-RPG développé et édité par l'entreprise japonaise Square. Il s'agit du quatrième jeu de la série Seiken Densetsu / Mana à être édité.

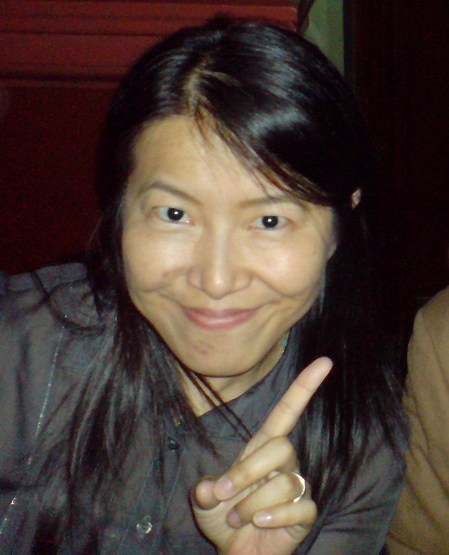
Yoko Shimomura compose la musique du jeu.

Le jeu reste par certains points dans la logique des précédents, aussi bien au niveau scénaristique, comme la présence de l'arbre Mana et des 8 esprits élémentaires, qu'au niveau gameplay : les adversaires sont visibles en dehors des combats. Les possibilités d'évolution sont multiples : il y a onze types d'armes différents à utiliser, 26 compétences de base dont 8 connues au départ, 191 techniques spéciales à découvrir, utilisables seulement avec l'arme qui convient, la possibilité de construire des golems, ainsi que d'élever des monstres qui deviendront des animaux de compagnie.

## Le jeu
Comme dans Sword of Mana, le choix du sexe du personnage se fait au début de la partie. Mais par contre, ce choix n'a pas d'influence sur la suite du jeu. On peut également choisir son nom (YOU par défaut), son arme de départ, ainsi que, dans une certaine mesure, la forme des terres émergées.

## Histoire

### Une histoire non linéaire
L'histoire de Legend of Mana n'étant pas racontée de façon linéaire, à la façon d'un livre ou d'un RPG classique, il est nécessaire d'accomplir un grand nombre de missions en apparence disparates, mais également de consulter l'Encyclopédie du Monde figurant dans la bibliothèque de la Maison pour reconstruire ce qu'il convient d'appeler un scénario.
Il serait erroné de prétendre que Legend of Mana n'a pas de scénario, ou même que ce scénario n'est pas développé avec autant de richesse et de détails que le voulaient les canons japonais de l'époque.

### Unité de l'action deLegend of Mana
L'aventure commence alors que, dans le monde de Fa'Diel, l'Arbre Mana a disparu depuis plusieurs siècles : le travail du héros sera donc de provoquer la renaissance de l'Arbre, qui est également le symbole de la puissance du désir et de l'amour des êtres humains. "La Cage aux Rêves" et "La Légende de Mana" constituent à ce titre les deux dernières missions du jeu, l'une consistant à obtenir l'Epée de Mana (artefact permettant de faire renaître l'Arbre), la suivante consistant à vaincre le côté sombre de la Déesse Mana. 
Legend of Mana se double d'une forte valeur symbolique puisque le héros est invité à reconstruire le monde en aidant les autres, c'est-à-dire en permettant à divers désirs de s'épanouir pour provoquer la renaissance de l'Arbre et du Monde. L'éclatement manifeste de l'intrigue répond donc à un véritable souci philosophique : quand bien même quelques héros sont au centre du Destin (Larc, Sierra, Escad, Daena, Elazul, Perle et le Héros, si l'on en croit Selva et Matilda), c'est bien l'ensemble des habitants du Monde qui peuvent, par leur amour et leur imagination, provoquer la renaissance du Monde.

### Les trois arcs de Fa'Diel
Trois chemins principaux peuvent être parcourus pour que le Héros aboutisse enfin à "La Cage aux Rêves" - même si aucun de ces trois chemins ne suffit strictement à arriver à ce point du destin.

#### Les Larmes des Jumis
Organisé autour d'Elazul et de Perle, que le joueur peut rencontrer dès son arrivée à Domina, cet arc concerne le peuple des Jumis, dont les larmes avaient la particularité de pouvoir guérir les autres. Malheureusement, comme pour faire pendant à ce pouvoir, il fut inscrit dans le destin de ce peuple que quiconque pleurerait pour l'un de ses membres serait changé en pierre. Les membres de ce peuple, parmi lesquels on compte des guérisseurs et des chevaliers, ont également la particularité d'avoir un joyau en guise de cœur, lequel permet de les reconnaître - Elazul étant, par exemple, le Jumi du Lapis Lazuli.
Quand débute Legend of Mana, le peuple des Jumis est en péril, notamment parce qu'il est pourchassé par Sandra, la Faucheuse de Joyaux - laquelle cherche en réalité à raviver l'éclat des Jumis en les forçant à pleurer. Le destin du héros sera dès lors d'assister les Jumis pour leur permettre de sauver leur peuple : après avoir assisté, impuissant, au meurtre de nombre d'entre eux, après avoir provoqué le réveil de Perle Noire, le Héros parviendra cependant, au sommet de Gemmopolis, à verser une Larme de Cristal, qui sonnera comme une renaissance pour le peuple Jumi tout entier.
A la fin de cette séquence, le ciel tonne d'un violent orage, peut-être parce que, comme le signalent les petits sorciers, lorsqu'un Jumi pleure, le ciel pleure avec lui.

#### La Guerre des Fées et des Hommes
L'arc concernant les quatre amis d'enfance que sont Matilda, Escad, Daena et Irwin est sans doute celui qui plonge ses racines le plus profondément dans le passé presque mythique de Fa'Diel, évoqué dans l'Encyclopédie du Monde. En effet, il est l'héritage d'une guerre très ancienne ayant eu lieu entre les Fées, défendant les puissances variées et pures de la nature, et les Hommes, lesquels allaient parfois contre la nature pour incliner le destin du Monde. On trouve d'ailleurs une trace de cette guerre des Fées dans le chapitre "La Poupée démoniaque", ayant lieu dans la Décharge.
Gravitant autour des Grottes de Gato et du Temple de la Guérison dont Mathilda est la guide, cette série de chapitres permet au Héros de découvrir l'origine de la haine qu'Escad, un noble chevalier, voue à Irwin, un démon. Ce dernier partageant un amour puissant avec Matilda depuis leur enfance, il n'a cependant pas hésité à lui voler ses pouvoirs élémentaires, ce qui a accru la vitesse de son vieillissement. Entre l'intransigeance d'Escad et le caractère démonique se situe Daena, tentant de trouver un compromis entre les amis d'enfance.
Irwin invoquera finalement Lucemia, un monstre légendaire qui aurait péri en tentant d'avaler un volcan, afin de détruire un monde dans lequel il ne peut aimer Mathilda. Le héros, lui, devra, au cours d'un chapitre intitulé "Les Amants maudits par les étoiles" (en référence à Roméo et Juliette) choisir entre le parti de Daena et celui d'Escad.
A l'issue de cet arc, Matilda meurt et est intronisée comme septième sage. Elle peut, dans ces conditions, retrouver Irwin aux Enfers, et retrouver également son apparence de jeune femme.

#### Les jumeaux dragoons
Le dernier arc est sans doute le plus facile à accomplir puisqu'il est constitué d'une série de chapitres clairement associés à un lieu - le premier d'entre eux étant les Enfers, ou le sage Olbohn règne en maître. Le Héros est d'abord appelé à suivre les pérégrinations de Larc, le dragoon d'un empereur déchu, qui cherche à s'emparer des Essences de Mana des dragons de la sagesse afin de faire renaître son maître.
Larc sera rapidement confronté à sa sœur Sierra, dragoon de Vadise - tandis que Larc cherche en réalité à faire renaître son maître pour le tuer définitivement.
C'est en compagnie de Sierra que le Héros terminera cette séquence, obligé de combattre Larc ayant pris une forme monstrueuse, et débarrassant définitivement le monde de la menace de l'empereur déchu Drakonis. C'est également au cours de cette séquence que le Héros rencontrera le Deathbringer - légendaire d'après l'Encyclopédie du Monde.

### Les Arcs mineurs
Les combines de Niccolo permettent de suivre le personnage du même nom, un gros chat commerçant (qui apparaîtra ensuite dans Sword of Mana) au fil de ses tentatives pour arnaquer les plus crédules. Ces chapitres permettent essentiellement de voir du pays et de mettre en évidence un personnage grotesque mais néanmoins rusé. 
Bud et Lisa sont deux sorciers que le Héros rencontrent alors qu'ils tentent de dominer le monde en utilisant des citrouilles de combat, dans les faubourgs de Domina. Ils deviennent ensuite de fidèles apprentis. Bud profitera de l'occasion pour aller explorer le monde en quête des Sept Sages de Fa'Del mais tombera cependant malade. 
Les amours de Gilbert sont centrés autour d'un poète presque maudit qui change d'amour comme de chemise, élisant toujours des créatures hors-du-commun, sirène ou basilique par exemple.
L'Ecole de Magie de Géo connaît de nombreux problèmes - en plus d'être intimement intriquée à l'histoire des Jumis - puisque, non seulement ses étudiants l'ont fuie, mais, en plus, un des professeurs y officiant, Méphianse, se livre à de curieuses recherches dans les déserts ou les glaciers. Ceci devrait, néanmoins, s'achever par de savoureux feux d'artifice.
Les Pirates du Boucanier parcourent le monde à la recherche de divers trésors. Ils ne brillent pas par leur courage (ce sont des pingouins), mais plutôt par leur détermination. Ils apportent une touche comique à l'ensemble.
Diddle et Capella sont deux saltimbanques qui font la joie de la place de la fontaine, à Domina. Cependant, tandis que rien ne laisse présager la lassitude de l'organiste, il prend un jour la fuite. Et, selon son compère, ce ne serait pas la première fois...

## Personnages et créatures de Fa'Diel

### Le Héros
Le joueur peut choisir d'incarner une fille ou un garçon, de même qu'il pourra choisir son arme de prédilection. Le Héros n'a pas de nom, il n'a qu'une Maison. Cependant, au fil de l'histoire, il sera reconnu comme faisant intégralement partie du destin qui doit permettre aux gens du monde de devenir libre (d'après Matilda), aux côtés des grandes figures de Fa'Diel que le joueur accompagnera. Nous constaterons même que ce Héros sait pleurer.

### Les Jumis
- Elazul est le Jumi du Lapis-Lazuli, c'est le chevalier de Pearl. Ils se perdent sans cesse de vue et au cours du jeu il faudra les réunir à plusieurs reprises. Il est l'un des plus jeunes de sa race, et se comporte généralement de manière assez impolie.
- Pearl est le Jumi de la Perle, c'est la gardienne d'Elazul. Elle est très timide et a parfois des difficultés pour s'exprimer.
- Blackpearl.
- Sandra est une voleuse qui subtilise les pierres des autres Jumi, provoquant ainsi leur mort.
- Florina est la meneuse du peuple Jumi.
- Rubens est le Jumi du Rubis. Il s'occupait de la sécurité de Gato (Gato Grottoes), avant d'être une des victimes de Sandra.
- Esmeralda est la Jumi de l'émeraude, une charmante étudiante, parfois gamine, de l'université de la magie à Géo.

### Les Dragoons
- Larc, frère de Sierra. Dragoon de Drakonis. Malgré le fait qu'il ait connaissance des plans diaboliques de son maître, il reste à ses côtés dans l'espoir de trouver un moyen de ressusciter et pouvoir vivre à nouveau aux côtés de sa sœur.
- Sierra, sœur de Larc. Dragoon de Vadise. Elle cherche à stopper les plans de Drakonis. Elle est très stricte, autant pour elle-même que pour les autres, et ne supporte aucun compromis.

### Les autres
- Niccolo, un lapin géant, colporteur et marchand, qui vit uniquement pour le profit. il aime se croire distributeur de bonheur, mais il lui arrive souvent de jouer des mauvais tours à ses clients.
- Bud et Lisa, deux orphelins jumeaux, qui pratiquent la magie. Bud garde avec lui la poêle en souvenir de sa mère et Lisa conserve toujours le balai magique de son père.
- Escad, né dans une famille de chevaliers sacrés. Il se bat de manière très honnête pour la justice.
- Daena, une moine guerrière femme-chat qui protège le temple de Gato. Elle a grandi avec Irvine, Escad et Matilda, qu'elle chérit comme sa propre sœur.
- Matilda, amoureuse d'Irvine, est très peu influençable et devient le septième sage après avoir vécu des péripéties très éprouvantes.
- Irvine, démon et ami d'enfance de Matilda, il se voit confronté à sa destinée qui est de détruire le monde.
- Elle, une sirène qui vit dans un phare à Madora Beach, et refuse de chanter.
- Monique, amie de Elle. Premier amour de Gilbert. Monique est une sirène (ressemblant à un oiseau, tout comme Elle) vivant à Lumina, où elle vend des lampes, très appréciées des dudbears.
- Flameshe, amie de Monique et Elle. Vit à Polpota Harbour

### Les créatures de Fa'Diel
Les Fées ont longtemps lutté contre les humains, au service de la nature. Elles vivent cachés au regard des humains et ne peuvent être révélées à eux qu'à l'aide d'un sort puissant, qu'elle jette elles-mêmes, ou que jette un Sage. On dit que passer dans un cercle de fées permet de voyager à travers l'espace et les dimensions.
Les Germignons sont des créatures mi-animales mi-plantes. On en trouve dans la plupart des villages de Fa'Diel et elles se distinguent par des répliques toujours bucolico-lyriques, qui semblent toujours un peu décalées. On tente parfois de leur arracher les feuilles ("La Flamme de l'espoir", "Voir double"), ce qui les brûle fort. Pourtant, les Germignons sont en réalité connectés aux racines du monde !
Les Dudbears sont de petits ours qui pratiquent leur propre langage, lequel se limite aux voyelles "a" et "u", ainsi qu'aux consonnes "g", "d" et "b" - sauf lorsqu'ils manifestent leur mécontentement par "Gak" - et cela le rend très difficile à apprendre. Ils sont notamment passionnés de lampes, mais on les retrouve également dans les Mines d'Ulkan.
Les Peinombres sont au service d'Olbohn, le seigneur des Enfers. Ce sont de petites créatures volantes rayées qui aiment bien renvoyer les prisonniers des Enfers au sous-sol, pour les empêcher de sortir. Les Peinombres n'apprécient pas trop la négligence dont le seigneur des Enfers semble faire preuve à l'égard d'un soi-disant désordre qui y régnerait. Les Peinombres dispensent le Baptême des Flammes, nécessaire pour progresser plus avant dans les Enfers.
Les Golems sont des robots mis au point en premier lieu par le Professeur Bomb, depuis le tréfonds de la décharge. Ils sont formés de blocs logiques, eux-mêmes constitués d'armes et d'armures et se distinguent par leur intelligence artificielle.
Les Floranthropes sont des créatures à mi-chemin entre l'humain et la fleur - d'où leur nom de composition savante. Ils sont spécialisés en pouvoirs psychiques et de ne demandent "que de l'affection" en retour. On les trouve principalement dans les Ruines de Mindas et dans la Jungle. On raconte que Niccolo les déteste - peut-être, justement, parce qu'ils ne recherchent "que de l'affection".

## Les techniques
Legend of Mana permet d'élaborer un grand nombre de techniques, avec pas moins de 11 armes possibles différentes. Chacune des techniques s'obtient en associant des capacités.

## Adaptation en série animée
Un animé, intitulé Legend of Mana -The Teardrop Crystal- (en), produit par les studios Graphinica et Yokohama Animation Laboratory, qui ont déjà collaboré pour la réalisation de la cinématique d'ouverture de la version remasterisée du jeu, est annoncé pour une diffusion à partir d'octobre 2022.